# Kerecsényi Ilona
Kerecsényi Ilona (Terestyénszecsőd, 1861. augusztus 18. – Szombathely, 1935. június 22.) nőmozgalmi aktivista, feminista.

## Élete és munkássága
Református családban, a négy gyermek közül elsőként született. Apja református lelkész volt. Körmenden járt elemi iskolába, majd 1877 és 1880 között a Kasztner Janka vezette Győri M. Kir. Állami Tanítóképző Intézetben tanult kiemelkedő eredménnyel, elemi iskolai tanítói oklevelet szerzett. 1880 őszétől a Zirzen Janka vezette Budapesti Polgári Iskolai Tanítónőképzőbe járt. Németül, franciául, később angolul is tanult.
1883. augusztus 24-től a Szombathelyi M. Kir. Állami Polgári leányiskola tanára volt, mennyiségtant és természettudományi tárgyakat tanított. 1887-ben házasságot kötött Greisinger Ottó polgári iskolai tanárral. Hat gyermekük született, akik közül egy csecsemőkorában elhunyt.

### Közéleti tevékenysége
Eleinte a hagyományosan nőiesnek tartott témákban folytatott társadalmi tevékenységet: jótékonykodás, városszépítés, gyermekvédelem, vallásos és hazafias egyletek. Később egyre inkább feszegette a nők számára addig elfogadott kereteket és a szombathelyi nőmozgalom karizmatikus vezetője lett. 1888-ban belépett a Magyar Királyi Természettudományos Társaságba (melybe 1873-tól, Eötvös József szorgalmazására léphettek be nők, az egyik első Zirzen Janka volt).
Ösztönözte a nők művelődését, színielőadásokban is szerepelt, néhány előadást ő maga rendezett. Teljesítménye messze meghaladta a műkedvelői színvonalat, a közönség rajongott érte. Élen járt a nők életmódjának reformjában, sportra biztatta őket. Nővérével, a szintén tanár Kerecsényi Margittal 1894-ben Szombathelyen első nőkként ültek kerékpárra, nagy sajtóérdeklődés közepette. Margit a korcsolyázást is népszerűsítette a nők körében.
Küzdött a lányok oktatásának javításáért, a lányiskoláknak a fiúikéval azonos felszereltségéért, színvonaláért. 1895-től elvileg beiratkozhattak nők Magyarországon az egyetemre, de alig volt az országban számukra az ahhoz szükséges érettségit megadó intézmény. Kerecsényi Ilona ezért 1901-ben Szombathelyen leánygimnáziumi tanfolyamot létesített, a konzervatív városvezetés és a közvélemény ellenkezésével küzdve. (Végül csak 1917-ben létesült Szombathelyen leánygimnázium, ez a mai Kanizsai Dorottya Gimnázium.)
Az Országos Nőtisztviselők Egyesületének szombathelyi fiókszervezete a budapesti központtól érkezett Trombitás Erzsébet segítségével jött létre 1907 novemberében, elnöke Kerecsényi Ilona lett. Az egyesület fő tevékenysége a magán- és köztisztviselőnők érdekvédelme, tanulási lehetőségeinek biztosítása volt (munkaközvetítő- és tanácsadó iroda, szakmai és nyelvtanfolyamok). Ösztönözték a nőket a művelődésre, sportolásra, életmód- és öltözködési reformra. Művészeti esteket, ismeretterjesztő előadásokat szerveztek. Tagjaiknak kedvezményes színház- és uszodabelépőt biztosítottak, „fűző- és hegyescipőmentes” kirándulásaikra, hajnali sétáikra minden nőt szívesen láttak. 
Kerecsényi rendszeresen írt a helyi lapokba, írásaiban felemelte hangját a családon belüli erőszak, a prostitúció, valamint a lányanyák és törvénytelen gyermekek megbélyegzése ellen. Már 1908-ban rámutatott a munkásnőknek a férfi munkásokénál lényegesen rosszabb munkakörülményeire, alacsonyabb fizetésére, kettős terhére.
A szombathelyi szervezet a nők választójogával 1909-től kezdett foglalkozni kiemelten, miután a Nők Választójogi Világszövetségének elnöke, Carrie Chapman Catt Glücklich Vilmával közösen Szombathelyen előadást tartott. 1910. február 20-án pedig az egyesület Cicely Corbett Fishert, a National Union of Women's Suffrage Societies brit munkatársát fogadta. 1910 júniusában tartotta meg értekezletét Szombathelyen a Választójog Országos Szövetsége. Tagjaik plakátokat ragasztottak, és aláírásokat gyűjtöttek a nők választójoga mellett. A Szövetség először nem fogadta el Kerecsényi kérelmét az eseményen való felszólalásra, de a tömeg követelésének („Halljuk Greisingernét!”) végül engedniük kellett. 1911-ben hasonló sikeres akciót tudhattak magukénak. Férfi támogatóik között volt Jánossy Gábor, aki részben az ő hatásukra írta meg 1911-ben A feminizmus Magyarországon című könyvét.
Az első világháború idején az egyesület csomagokat küldött a frontra a katonáknak, élelmezték a nyomorgó gyerekeket, hadifoglyok után nyomoztak, levelezéseket bonyolítottak le, és próbálták javítani a feldúlt város közbiztonságát. Kerecsényi két fia meghalt, egy pedig súlyosan megsebesült a háborúban.
Az őszirózsás forradalom idején Greisingerné tisztséget kapott a Szombathelyi Nemzeti Tanácsban. Pedagógiai tisztségeit a Magyarországi Tanácsköztársaság idején is megtartotta. 
A Horthy-korszakban politikailag megbízhatatlannak minősítették, állásától megfosztották, 1924-ben kényszernyugdíjazták. A hazafias-konzervatív MANSz (Magyar Asszonyok Nemzeti Szövetsége) szombathelyi ágával nem tudott együttműködni, így a Tanácsköztársaságot túlélő Feministák Egyesületével, Vámbéry Melanie akkori titkárral tartotta a kapcsolatot. 1935-ben, agyvérzésben hunyt el.